# Tarentola pastoria
Espèce
Statut de conservation UICN

 LC  : Préoccupation mineure
Tarentola pastoria est une espèce de geckos de la famille des Phyllodactylidae.

## Répartition
Cette espèce est endémique de Guinée.

## Publication originale
- Trapé, Chirio & Trapé, 2012 : Lézards, crocodiles et tortues d'Afrique occidentale et du Sahara. IRD Orstom, p. 1-503.